# Cecile Verwimp
Cecile Verwimp geboren Cecile Sillis (Hamme, 11 november 1944) is een voormalig Vlaams volksvertegenwoordiger.

## Levensloop
Verwimp-Sillis werd beroepshalve lerares wetenschappen.
Namens Agalev en later Groen werd zij van 1988 tot 2006 gemeenteraadslid van Asse. Van 2012 tot 2015 ze er raadslid van het OCMW.
Bij de eerste rechtstreekse verkiezingen voor het Vlaams Parlement van 21 mei 1995 werd ze verkozen in de kieskring Halle-Vilvoorde. Ze bleef Vlaams volksvertegenwoordiger tot juni 1999.